# П'ядун зимовий
П'ядун зимовий — метелик з родини п'ядунів. Пошкоджує всі плодові культури, а також лісові листяні дерева.

## Опис
Імаго (самець) сірого кольору, здебільшого з темними поперечними хвилястими лініями на передніх крилах, задні крила світліші, попелясто-сірі, розмах крил 28-30 мм. Самка бурувато-сіра, з недорозвиненими крилами, які ледве сягають члеників черевця, довжина її близько 10-12 мм. Самець добре літає не лише вночі, а й у похмурі дні. Самка малорухлива, не літає, заповзає на дерева лише по стовбуру.
Гусениця жовтувато-зелена, з коричневою поздовжньою смужкою на спині і трьома світлими боковими лініями з обох боків. Довжина дорослої гусениці 20-25 мм. Лялечка світло-коричнева, з роздвоєним шипиком на кінці черевця. 

## Екологія
Зимує на стадії яйця на гілках біля основи бруньок, на плодушках і стовбурах. Навесні, під час розпускання бруньок яблуні, з яєць виходять гусениці, які живляться бруньками, листям і бутонами. Живуть між двома листками або навіть в одному листку, який вони склеюють павутиною поздовжньо. Заляльковуються в ґрунті на глибині 5-10 см у земляній капсулі. Гусениці перетворюються на лялечок наприкінці травня — в червні. У жовтні з ґрунту виходять імаго, літ яких триває до пізньої осені. Самки залазять на дерево по стовбуру і відкладають яйця по-одному або невеликими групами. Яйця спочатку зелені, навесні перед виходом гусениць — темно-бурі. Одна самиця може відкласти 200—350 яєць. Зимовий п'ядун — дуже поширений шкідник, в окремі роки завдає великих збитків садівництву, особливо в Поліссі і Лісостепу.